# Visitors (film, 2003)
Pour les articles homonymes, voir Visitors.
Pour plus de détails, voir Fiche technique et Distribution.
Visitors est un film d'horreur australien réalisé par Richard Franklin et produit par Jennifer Hadden, sorti en 2003. Il s'agit du dernier film de Richard Franklin.

## Synopsis
Le film traite des sentiments d'une jeune femme qui navigue en solitaire à travers le monde. La solitude lui fait perdre sa santé mentale. Le thème du film, à certains égards, est proche de celui de Shining de Stanley Kubrick. Le réalisateur Richard Franklin tente de créer une atmosphère d'isolement et d'enfermement, vécue par le jeune fille seule dans l'immensité de l'océan.

## Fiche technique
- Titre : Visitors
- Réalisation : Richard Franklin
- Scénario : Everett De Roche
- Musique : Nerida Tyson-Chew
- Photographie : Ellery Ryan
- Montage : David Pulbrook
- Production : Michele De Angelis et Jennifer Hadden
- Société de production : Bayside Pictures
- Pays :  Australie
- Genre : Drame, thriller et horreur
- Durée : 100 minutes
- Dates de sortie : 
  -  Australie : 27 novembre 2003

## Distribution
- Radha Mitchell : Georgia Perry
- Dominic Purcell : Luke
- Tottie Orfèvre : Casey
- Susannah York : Carolyn Perry
- Ray Barrett : Bill Perry
- Che Timmins : Kai
- Christopher Kirby : Rob
- Phil Ceberano : Capitaine Pirate